# Пјалдјер (Белуно)
Пјалдјер (итал. Pialdier) је насеље у Италији у округу Белуно, региону Венето.
Према процени из 2011. у насељу је живело 295 становника. Насеље се налази на надморској висини од 331 м.